# Рапша (Васлуј)
Рапша (рум. Rapșa) насеље је у Румунији у округу Васлуј у општини Пунђешти. Oпштина се налази на надморској висини од 251 m.

## Становништво
Према подацима из 2002. године у насељу је живело 37 становника, од којих су сви румунске националности.